# Pierrefitte-en-Cinglais
Pierrefitte-en-Cinglais és un municipi francès situat al departament de Calvados i a la regió de Normandia. L'any 2007 tenia 246 habitants.

## Demografia

### Població
El 2007 la població de fet de Pierrefitte-en-Cinglais era de 246 persones. Hi havia 108 famílies de les quals 44 eren unipersonals (24 homes vivint sols i 20 dones vivint soles), 32 parelles sense fills, 28 parelles amb fills i 4 famílies monoparentals amb fills.
La població ha evolucionat segons el següent gràfic:
Habitants censats

### Habitatges
El 2007 hi havia 150 habitatges, 110 eren l'habitatge principal de la família, 25 eren segones residències i 15 estaven desocupats. Tots els 150 habitatges eren cases. Dels 110 habitatges principals, 85 estaven ocupats pels seus propietaris, 24 estaven llogats i ocupats pels llogaters i 2 estaven cedits a títol gratuït; 2 tenien una cambra, 12 en tenien dues, 17 en tenien tres, 34 en tenien quatre i 46 en tenien cinc o més. 88 habitatges disposaven pel capbaix d'una plaça de pàrquing. A 61 habitatges hi havia un automòbil i a 38 n'hi havia dos o més.

### Piràmide de població
La piràmide de població per edats i sexe el 2009 era:
| Homes | Edats   | Dones |
| ----- | ------- | ----- |
| 0     | 95 o +  | 0     |
| 0     | 90 a 94 | 0     |
| 0     | 85 a 89 | 12    |
| 0     | 80 a 84 | 4     |
| 16    | 75 a 79 | 4     |
| 0     | 70 a 74 | 8     |
| 12    | 65 a 69 | 4     |
| 8     | 60 a 64 | 8     |
| 4     | 55 a 59 | 0     |
| 16    | 50 a 54 | 12    |
| 12    | 45 a 49 | 4     |
| 16    | 40 a 44 | 8     |
| 8     | 35 a 39 | 16    |
| 0     | 30 a 34 | 0     |
| 8     | 25 a 29 | 0     |
| 5     | 20 a 24 | 0     |
| 8     | 15 a 19 | 0     |
| 8     | 10 a 14 | 0     |
| 8     | 5 a 9   | 12    |
| 4     | 0 a 4   | 0     |

## Economia
El 2007 la població en edat de treballar era de 153 persones, 114 eren actives i 39 eren inactives. De les 114 persones actives 102 estaven ocupades (62 homes i 40 dones) i 12 estaven aturades (5 homes i 7 dones). De les 39 persones inactives 25 estaven jubilades, 4 estaven estudiant i 10 estaven classificades com a «altres inactius».

### Ingressos
El 2009 a Pierrefitte-en-Cinglais hi havia 112 unitats fiscals que integraven 271 persones, la mediana anual d'ingressos fiscals per persona era de 15.174 €.

### Activitats econòmiques
Dels 8 establiments que hi havia el 2007, 1 era d'una empresa extractiva, 1 d'una empresa de construcció, 1 d'una empresa de comerç i reparació d'automòbils, 2 d'empreses de serveis, 2 d'entitats de l'administració pública i 1 d'una empresa classificada com a «altres activitats de serveis».
Dels 2 establiments de servei als particulars que hi havia el 2009, 1 era un electricista i 1 veterinari.
L'any 2000 a Pierrefitte-en-Cinglais hi havia 18 explotacions agrícoles que ocupaven un total de 729 hectàrees.

## Equipaments sanitaris i escolars
El 2009 hi havia una escola elemental.

## Poblacions més properes
El següent diagrama mostra les poblacions més properes.